# Tro Bro Leon 2024
La 41.ª edición de la clásica ciclista Tro Bro Leon fue una carrera en Francia que se celebró el 5 de mayo de 2024 con inicio en la ciudad de Plouguerneau y final en la ciudad de Lannilis sobre un recorrido de 203,6 kilómetros.
La carrera formó parte del UCI ProSeries 2024, calendario ciclístico mundial de segunda división, dentro de la categoría UCI 1.Pro y fue ganada por el belga Arnaud De Lie del Lotto Dstny. Completaron el podio, como segundo y tercer clasificado respectivamente, los franceses Clément Venturini del Arkéa-B&B Hotels y Pierre Gautherat del Decathlon AG2R La Mondiale.

## Equipos participantes
Tomaron parte en la carrera 20 equipos: 6 de categoría UCI WorldTeam invitados por la organización, 10 de categoría UCI ProTeam y 4 de categoría Continental. Formaron así un pelotón de 137 ciclistas de los que acabaron 85. Los equipos participantes fueron:
| WorldTeams (6)- Arkéa-B&B Hotels - Cofidis - Groupama-FDJ - Decathlon-AG2R La Mondiale - Team dsm-firmenich PostNL - Intermarché-Wanty ProTeams (10)- Equipo Kern Pharma - Bingoal WB - TotalEnergies - Euskaltel-Euskadi - Burgos-BH - Caja Rural-Seguros RGA - Israel-Premier Tech - Lotto Dstny - Q36.5 Pro Cycling Team - Uno-X Mobility Equipos continentales (4)- Nice Métropole Côte d'Azur - Van Rysel-Roubaix - CIC U Nantes Atlantique - Saint Michel-Mavic-Auber 93 |
| |

## Clasificación final
- La clasificación finalizó de la siguiente forma:[3]

| \| Clasificación general \| Clasificación general \| Clasificación general \| Clasificación general \| Clasificación general \| \| Ciclista \| Ciclista \| Equipo \| Tiempo \| \| \| --------------------- \| --------------------- \| --------------------------- \| --------------------- \| --------------------- \| \| 1.º \| Arnaud De Lie \| Lotto Dstny \| 4 h 55 min 23 s \| \| \| 2.º \| Clément Venturini \| Arkéa-B&B Hotels \| + 0 s \| \| \| 3.º \| Pierre Gautherat \| Decathlon-AG2R La Mondiale \| + 0 s \| \| \| 4.º \| Riley Sheehan \| Israel-Premier Tech \| + 0 s \| \| \| 5.º \| Jonas Abrahamsen \| Uno-X Mobility \| + 0 s \| \| \| 6.º \| Morne van Niekerk \| Saint Michel-Mavic-Auber 93 \| + 0 s \| \| \| 7.º \| Luca Mozzato \| Arkéa-B&B Hotels \| + 0 s \| \| \| 8.º \| Thomas Gachignard \| TotalEnergies \| + 0 s \| \| \| 9.º \| Markus Hoelgaard \| Uno-X Mobility \| + 8 s \| \| \| 10.º \| Tom Van Asbroeck \| Israel-Premier Tech \| + 49 s \| \| |                   |                             |                 |
| |                   |                             |                 |
| Fuente: ProCyclingStats |                   |                             |                 |
| Clasificación general |                   |                             |                 |
| Ciclista | Ciclista          | Equipo                      | Tiempo          |
| 1.º | Arnaud De Lie     | Lotto Dstny                 | 4 h 55 min 23 s |
| 2.º | Clément Venturini | Arkéa-B&B Hotels            | + 0 s           |
| 3.º | Pierre Gautherat  | Decathlon-AG2R La Mondiale  | + 0 s           |
| 4.º | Riley Sheehan     | Israel-Premier Tech         | + 0 s           |
| 5.º | Jonas Abrahamsen  | Uno-X Mobility              | + 0 s           |
| 6.º | Morne van Niekerk | Saint Michel-Mavic-Auber 93 | + 0 s           |
| 7.º | Luca Mozzato      | Arkéa-B&B Hotels            | + 0 s           |
| 8.º | Thomas Gachignard | TotalEnergies               | + 0 s           |
| 9.º | Markus Hoelgaard  | Uno-X Mobility              | + 8 s           |
| 10.º | Tom Van Asbroeck  | Israel-Premier Tech         | + 49 s          |

## UCI World Ranking
La Tro Bro Leon otorgó puntos para el UCI World Ranking para corredores de los equipos en las categorías UCI WorldTeam, UCI ProTeam y Continental. Las siguientes tablas son el baremo de puntuación y los diez corredores que obtuvieron más puntos:
| Posición              | 1.º | 2.º | 3.º | 4.º | 5.º | 6.º | 7.º | 8.º | 9.º | 10.º | 11.º | 12.º | 13.º | 14.º | 15.º | 16.º-30.º | 31.º-40.º |
| Clasificación general | 200 | 150 | 125 | 100 | 85  | 70  | 60  | 50  | 40  | 35   | 30   | 25   | 20   | 15   | 10   | 5         | 3         |

| Clasificación |                   |                            |         |
| Posición      | Ciclista          | Equipo                     | General |
| ------------- | ----------------- | -------------------------- | ------- |
| 1.º           | Arnaud De Lie     | Lotto Dstny                | 200     |
| 2.º           | Clément Venturini | Arkéa-B&B Hotels           | 150     |
| 3.º           | Pierre Gautherat  | Decathlon AG2R La Mondiale | 125     |
| 4.º           | Riley Sheehan     | Israel-Premier Tech        | 100     |
| 5.º           | Jonas Abrahamsen  | Uno-X Mobility             | 85      |
| 6.º           | Morne van Niekerk | Saint Michel-Mavic-Auber93 | 70      |
| 7.º           | Luca Mozzato      | Arkéa-B&B Hotels           | 60      |
| 8.º           | Thomas Gachignard | TotalEnergies              | 50      |
| 9.º           | Markus Hoelgaard  | Uno-X Mobility             | 40      |
| 10.º          | Tom Van Asbroeck  | Israel-Premier Tech        | 35      |